# Isabel Casimiro
Isabel Maria Cortesão Casimiro (Iapala, Moçambique, 14 de janeiro de 1955) é uma socióloga moçambicana, ativista dos direitos das mulheres e política. Foi deputada pela FRELIMO de 1995 a 1999.
É professora no Centro de Estudos Africanos da Universidade Eduardo Mondlane, membro-fundadora do Fórum Mulher e também da organização Women and Law in Southern Africa Research and Education Trust.

## Início da vida
Isabel Maria Casimiro nasceu em 14 de janeiro de 1955 em Iapala, uma pequena aldeia em Nampula, na costa nordeste de Moçambique. Seu pai era médico com base na estação ferroviária de Iapala. Os seus pais mudaram-se para Moçambique em 1952, porque eram membros do Partido Comunista Português, declarados ilegais pelo governo, de modo que eles foram efetivamente "exilados" ao que era então uma das colónias ultramarinas de Portugal.

## Carreira
Em 1979 formou-se em bacharelado em história e em 1986 formou-se em licenciatura na Universidade Lourenço Marques, atual Universidade Eduardo Mondlane. Em 1980, realizou um curso de Desenvolvimento no Centro de Estudos Africanos com dois pesquisadores importantes das Ciências Sociais moçambicanas: Aquino de Bragança e Ruth First. Isabel realizou metrado e doutorado em sociologia na Faculdade de Economia da Universidade de Coimbra com orientação de Boaventura de Sousa Santos. Em 1999 concluiu seu mestrado, e em 2008 defendeu sua tese de doutorado "Cruzando lugares, percorrendo tempos: mudanças recentes nas relações de género em Angoche". Sua tese parte de uma perspectiva feminista na qual analisa as mudanças nos últimos cinquenta anos na sociedade matrilinear Makhuwa do distrito de Angoche, província de Nampula, na costa norte de Moçambique   
Foi diretora-adjunta entre 1982 e 1983, e diretora de 1990 até 1995 do Centro de Estudos Africanos.
De 1995 a 1999 Casimiro foi deputada da Assembleia da República pela cidade de Maputo, representando o partido Frelimo.
Realizou pós-doutorado na Universidade Federal de Pernambuco em 2014, onde atua como pesquisadora associada do Centro de Estudos Avançados, onde pesquisa temas como diretos humanos das mulheres, movimentos sociais, movimentos de mulheres e movimentos feministas; desenvolvimento participativo; governança e democracia participativa; economia solidária e as “outras” economias. 
Casimiro é a fundadora do Fórum Mulher, e foi a sua presidente de 2006 a 2015. Foi também fundadora e primeira coordenadora nacional do Women and Law in Southern Africa Research and Education Trust (WLSA), com sede em Moçambique, e presidente do seu conselho moçambicano desde 2015.
Casimiro é professora de sociologia no Centro de Estudos Africanos da Universidade Eduardo Mondlane em Maputo, onde se especializou em direitos das mulheres e dos direitos humanos, movimentos feministas, questões de desenvolvimento e democracia participativa.